# Debora Duyvis
Debora Geertruida (Debora) Duyvis (Amsterdam, 17 februari 1886 – aldaar, 29 oktober 1974) was een Nederlands kunstenares en grafica.

## Biografie
Duyvis was een dochter van Jacob Duyvis (1854-1943), ondernemer in koffie, en Eva Loos (1856-1924). Ze volgde een opleiding aan de Amsterdamse Rijksakademie van beeldende kunsten en was leerlinge van onder anderen prof. Antoon Derkinderen (1859-1925). Ze werd bekend als graficus en ontwerper van boekbanden, boek- of stofomslagen en ex libris. In 1927 werkte ze mee met een portret van Derkinderen en het ontwerp van initialen en sluitstukken aan de uitgave van de jeugdherinneringen van Derkinderen, voorzien van een door J.H. Derkinderen-Besier geschreven inleiding. In datzelfde jaar ontmoette zij koningin-moeder Emma en gebruikte haar portret voor het ontwerp van een postzegel ter gelegenheid van het 60-jarig bestaan van het Rode Kruis.
In november 2012 werd een groot deel van de nalatenschap van Duyvis geveild bij Bubb Kuyper Veilingen te Haarlem.